# 푸블리우스 에니그마
푸블리우스 에니그마 (Publius Enigma)는 1994년 영미권 인터넷에서 벌어진  인터넷 사건이자 미제 사건이다. 지금은 사라진 익명 정보 교환 서비스인 페넷 리메일러를 쓰는 'Publius'라는 익명 사용자가, 핑크 플로이드 관련 동호회로 쓰이던 유즈넷 뉴스그룹 'alt.music.pink-floyd'에 정체불명의 메시지를 남긴 사건이다. 해당 유저는 1994년 핑크 플로이드의 앨범 《The Division Bell》과 관련이 있다는 수수께끼를 게시한 다음 문제를 푸는 사람에게는 보상을 해 주겠다는 말을 남겼다.
수수께끼가 주목을 받자 핑크 플로이드 멤버들이 기획한 이벤트가 아닌가라는 의혹이 있었으나, 기타리스트 데이비드 길무어는 자신이 전혀 관여한 일이 아니라고 부인하였고 앨범 아티스트 스톰 토거슨도 어리둥절한 반응을 보였다. 드럼을 맡고 있는 닉 메이슨은 EMI 레코드의 짓이라는 반응도 보였다. 이처럼 멤버들이 부정하자, 푸블리우스 에니그마 자체가 초창기 인터넷 대회의 일환으로 만들어진 고도의 암호라는 설과, 그냥 난해하게 꾸며진 사기극이라는 설이 대립되었다.

## 역사
1994년 핑크 플로이드는 신규 앨범 《The Division Bell》을 발매하고 디비전 벨 월드 투어를 시작하였다. 컬럼비아 레코드는 콘서트 투어가 진행될 도시마다 '더 디비전 벨' (The Division Belle)이라는 60m 크기의 비행선을 띄우는 행사를 벌였다. 당시 언론에 보도자료 겸으로 배포된 '컬럼비아 일렉트로닉 프레스 키트' (Columbia Electronic Press Kit)를 보면, 밴드 멤버들과의 인터뷰로 구성된 프로모용 영상, 비행선이 띄워지는 영상, 그리고 다음과 같은 홍보 문구가 담겨 있었다.
"A spokesperson for Pink Floyd has issued the following statement: You have spotted the Pink Floyd Airship. Do not be alarmed. Pink Floyd have sent their airship to North America to deliver a message. The Pink Floyd Airship is headed towards a destination where all will be explained upon arrival. Pink Floyd will communicate."

핑크 플로이드의 대변인은 다음과 같은 말씀을 전합니다. 여러분은 핑크 플로이드 비행선을 포착하셨습니다. 어디 알리지 마십시오. 핑크 플로이드는 메시지를 전하러 북아메리카로 비행선을 보냈습니다. 핑크 플로이드 비행선이 향한 목적지는 전부 그 이유가 설명될 것입니다. 핑크 플로이드는 소통할 것입니다.

그러던 1994년 6월 11일, 페넷 리메일러 서비스로 접속한 익명 유저가 'alt.music.pink-floyd'라는 유즈넷 뉴스그룹에 다음과 같은 메시지를 투고했다. 왼쪽은 원문, 오른쪽은 번역본이다.
| >>>>>>>> T H E M E S S A G E <<<<<<<< My friends, You have heard the message Pink Floyd has delivered, but have you listened? Perhaps I can be your guide, but I will not solve the enigma for you. All of you must open your minds and communicate with each other, as this is the only way the answers can be revealed. I may help you, but only if obstacles arise. Listen. Read. Think. Communicate. If I don't promise you the answers would you go. Publius | >>>>>>>> 메 세 지 <<<<<<<< 여러분, 핑크 플로이드가 전하는 메시지를 접했을 텐데, 정말로 들은 게 맞습니까? 제가 안내해 드릴 수도 있지만, 암호는 풀어주지 않을 겁니다. 여러분 모두는 마음을 열고 서로 소통해야 합니다. 이것이 정답을 밝힐 수 있는 유일한 방법입니다. 제가 나설 수도 있지만, 장애물이 닥칠 때만입니다. 듣고. 읽고. 생각하고. 소통하세요. 제가 여러분께 정답을 보낼 거라 약속하지 않는다면 말입니다. 푸블리우스 |

이어서 올린 게시글에는 이 메시지 자체가 수수께끼임을 분명히 하는 동시에, 보상이 있을 거라고 직접적으로 밝혔다.
```
AS SOME OF YOU HAVE SUSPECTED, "The Division Bell" is not like its
predecessors. Although all great music is subject to multiple
interpretations, in this case there is a central purpose and a
designed solution. For the ingenious person (or group of persons)
who recognizes this - and where this information points to - a
unique prize has been secreted.

    How and Where?
    The Division Bell
    Listen again
    Look again
    As your thoughts will steer you
    Leading the blind while I stared out the steel
      in your eyes.
    Lyrics, artwork and music will take you there

```

```
몇몇 분들께서 의심하셨다시피, "The Division Bell"은 이전 
앨범과는 다릅니다. 모름지기 훌륭한 음악이라면 여러 해석을
담기 마련이지만, 이번에는 핵심 의도와 지정된 풀이법이 있
습니다. 이것이 무엇인지, 그리고 이 정보가 어딜 가리키는
지 알아보는 기발한 사람(이나 여러 사람)들을 위해 특별한
보상을 숨겨 놓았습니다.

    어떻게 어디에?
    디비전 벨
    다시 들어보라
    다시 살펴보라
    너의 생각이 너를 이끄는 것처럼
    내가 철을 응시하면 장님들을 이끌거라
      네 눈 속에.
    가사와 예술품과 음악이 널 그곳으로 데려가리라

```

암호를 풀면 보상을 주겠다는 Publius의 메시지를 놓고 게시판 이용자들은 회의적인 시선을 보냈다. 이를 의식한 듯 Publius는 진위 여부를 입증할 증거를 보여주겠다는 글을 남겼다. 1994년 7월 16일, Publius는 무언가를 예언하는 듯한 글을 다음과 같이 남겼다.
```
To validate the trust of those who believe, as well as
to reconcile the doubt of others, I have gone to great
lengths to plan the following display of communication:

Monday, July 18
East Rutherford, New Jersey
Approximately 10:30pm

Flashing white lights.

There is an enigma.

Trust.

```

```
믿는 분들의 신뢰을 증명하고, 나머지 분들의 의심을 
누그러뜨리기 위한 계획에 많은 노력을 기울였습니다. 
그리고 그 소통을 다음과 같이 보여드립니다.

7월 18일 월요일
뉴저지 이스트러더퍼드
오후 10시 30분 경

번쩍이는 흰색 조명.

그곳에 수수께끼가 있습니다.

믿으세요.

```

1994년 7월 18일 밤, 뉴저지 이스트러더퍼드에서 진행된 핑크 플로이드의 라이브 공연에서는 무대 앞에 설치된 현광판의 패턴이 'ENIGMA PUBLIUS'라는 글씨로 잠깐 바뀌어 버리는 사건이 실제로 벌어졌다.
Publius라는 유저가 익명으로 접속하기 위해 사용한 페넷 리메일러는 1996년 9월 유저 익명성 보장으로 인한 법적 다툼으로 제작자가 서비스를 직접 중단하면서 역사 속으로 사라졌다. 그 결과 해당 유저의 계정으로는 유즈넷 뉴스그룹으로 접속할 수 없게 되었다. 다만 이후에도 Publius가 올린 게시글과 비슷한 식의 글이 다른 뉴스그룹에서도 발굴되면서, 암호의 현상황과 해결 여부에 관한 이야기가 계속해서 유저들 사이에서 나돌기도 했다.